# كل يوم هو يوم الأم (رواية)
كل يوم هو يوم الأم بالإنجليزية (Every Day is Mother’s Day) هي أول رواية للمؤلفة البريطانية (هيلاري مانتل) نٌشرتها شركة شاتو وويندوس في عام 1985، كانت مستوحاة جزئيا من تجارب (هيلاري مانتل) كمساعدة عمل اجتماعية وقد تضمنت تجارب زيارات للمرضى المسنين وتسجيل حالة كل مريض في مركز رعاية المسنين، الشعور بالضياع يلعب دوراً مهماً في الرواية.

## الحبكة
تصنف الرواية بأنها كوميديا سوداء في منتصف السبعينيات، حيث تدور الرواية حول حياة أرملة روحانية تلقب بـ(إيفلين أكسون) التي اكتشفت بأن ابنتها المعاقة ذهنياً حُبلى، أما (إزابيل فيلد) فكانت آخر أخصائية اجتماعية التي كانت تتعامل مع (أكسونز) ولكن (أيفلين) مصممة بعدم التدخل في ابنتها (موريل) التي تضع اللوم على زيارتها الأسبوعية الأخيرة لإبنتها إلى مركز الرعاية النهارية، فيما يتعلق بـ (إزابيل فيلد) فكانت تقيم علاقة غرامية مع شقيق جار (إيفلين) وهذه العلاقة ترتبط ارتباطا وثيقا بـ (إفلين) و(موري) وولادة الطفل.
حيث إن القصة مرتبطة بروايتها التالية هي Vacant Possession.

## تاريخ النشر
- عام 1985 بواسطة Chatto & Windus، مطبوع، في المملكة المتحدة،ISBN 0-7011-2895-X
- عام 1986 بواسطة Penguin، كتاب ذو غلاف، في المملكة المتحدة ISBN 0-14-008550-5
- عام 2000 بواسطة Owl، 15 مارس عام 2002، كتاب ذو غلاف، في الولايات المتحدة ISBN 0-8050-6272-6
-عام 2001 بواسطة Chivers، في شهر يونيو عام 2001، بحروف كبيرة، في المملكة المتحدة  ISBN 0-7540-4540-4
- عام 2006 بواسطة Harper Perennial، 16 يونيو عام 2006، كتاب ذو غلاف، في المملكة المتحدة ISBN 1-84115-339-7
- عام 2010 بواسطة Picador، 31 أغسطس عام 2010، كتاب ذو غلاف، في الولايات المتحدة ISBN 0-312-66803-1

## روابط خارجية
- كل يوم هو يوم الأم على موقع الموسوعة البريطانية (الإنجليزية)